# Rettungsbootmuseum Dorus Rijkers

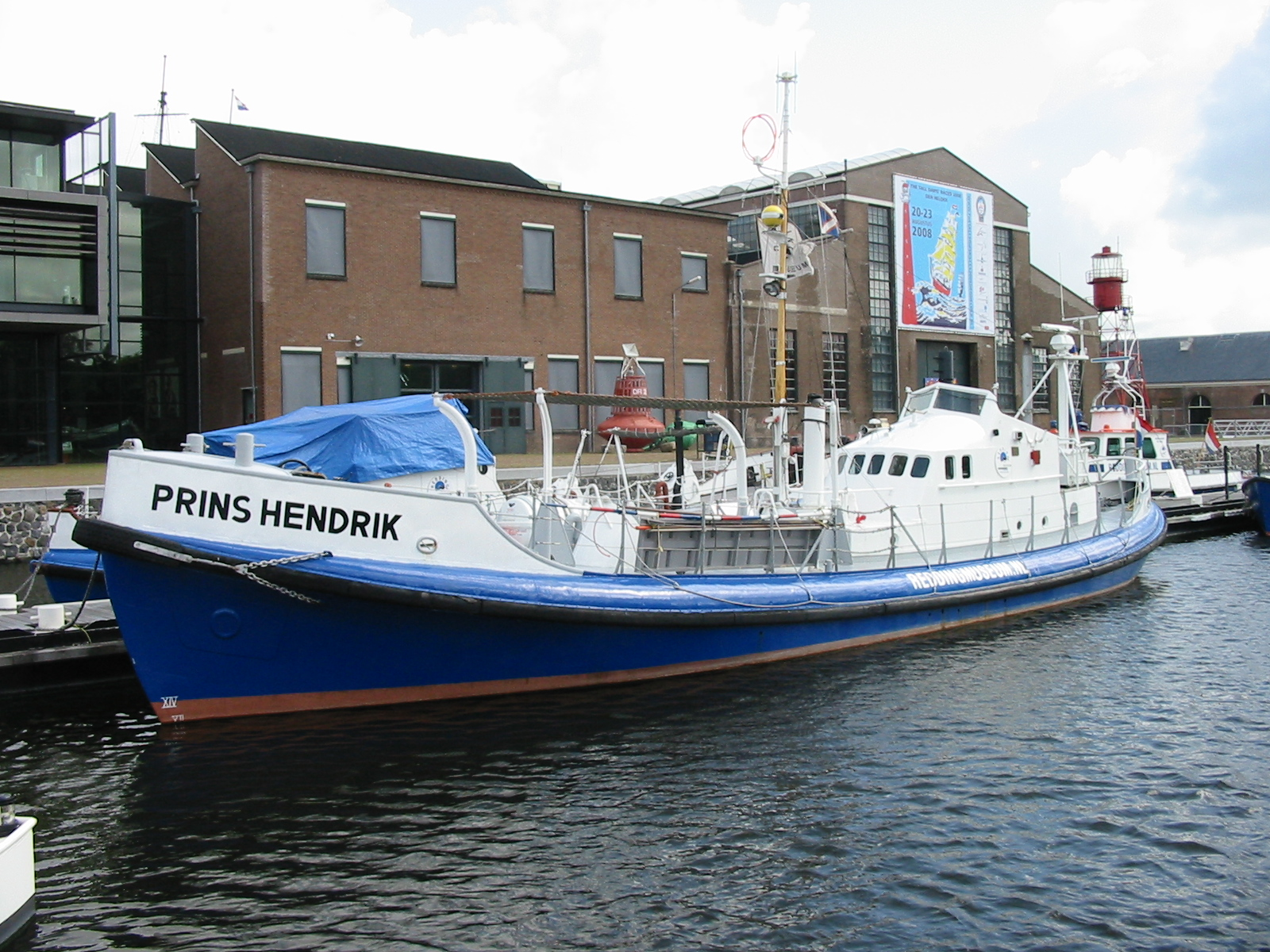
Das Rettungsboot „Prins Hendrik“ im Museumshafen

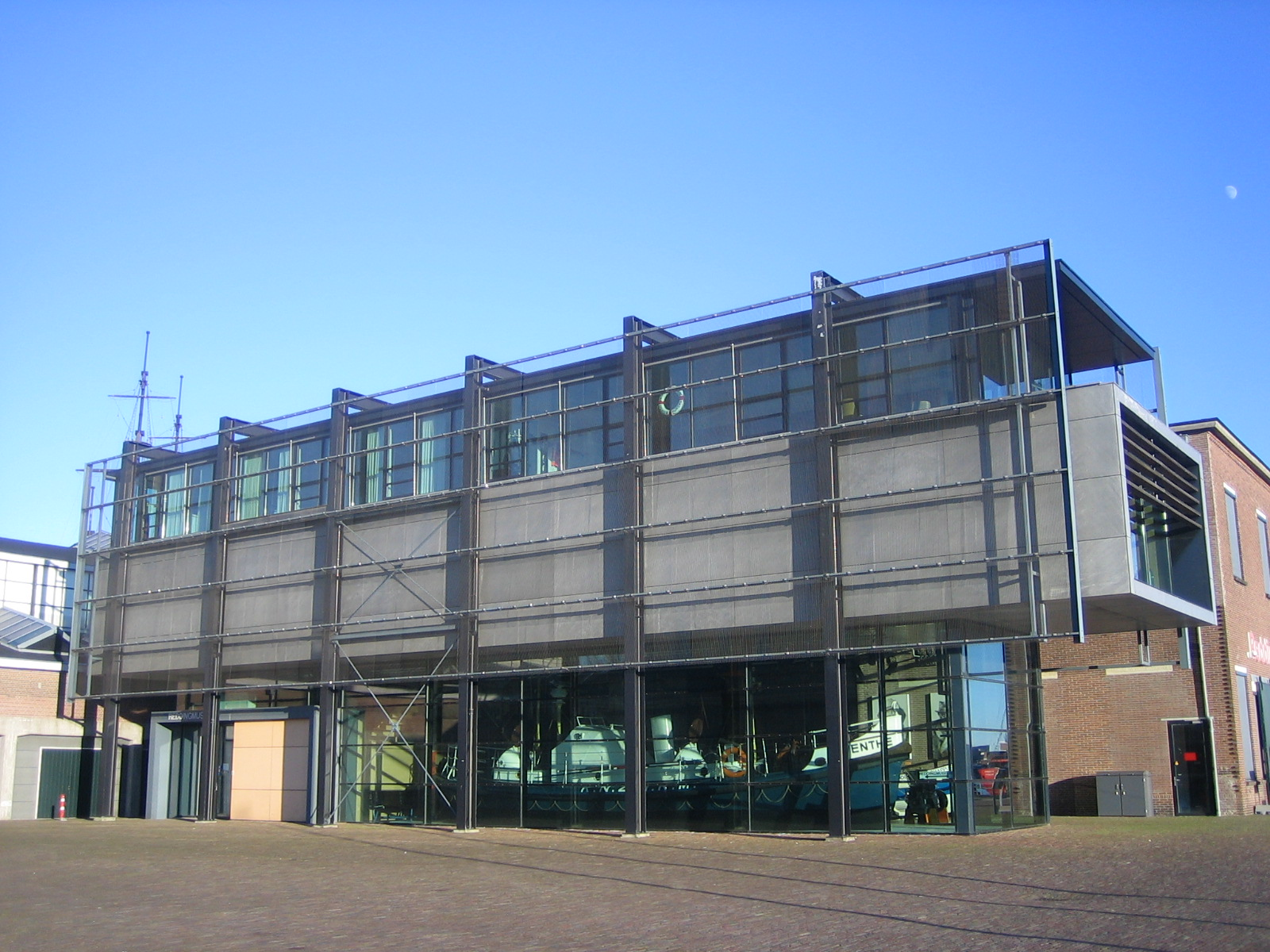
Moderner Anbau

Das nationale Rettungsbootmuseum in der niederländischen Stadt Den Helder wurde 1982 gegründet. Es ist nach dem niederländischen Retter Dorus Rijkers (1847–1928) benannt. In den Jahren von 1886 bis 1911 rettete er insgesamt 480 Schiffbrüchige.

## Ausstellung

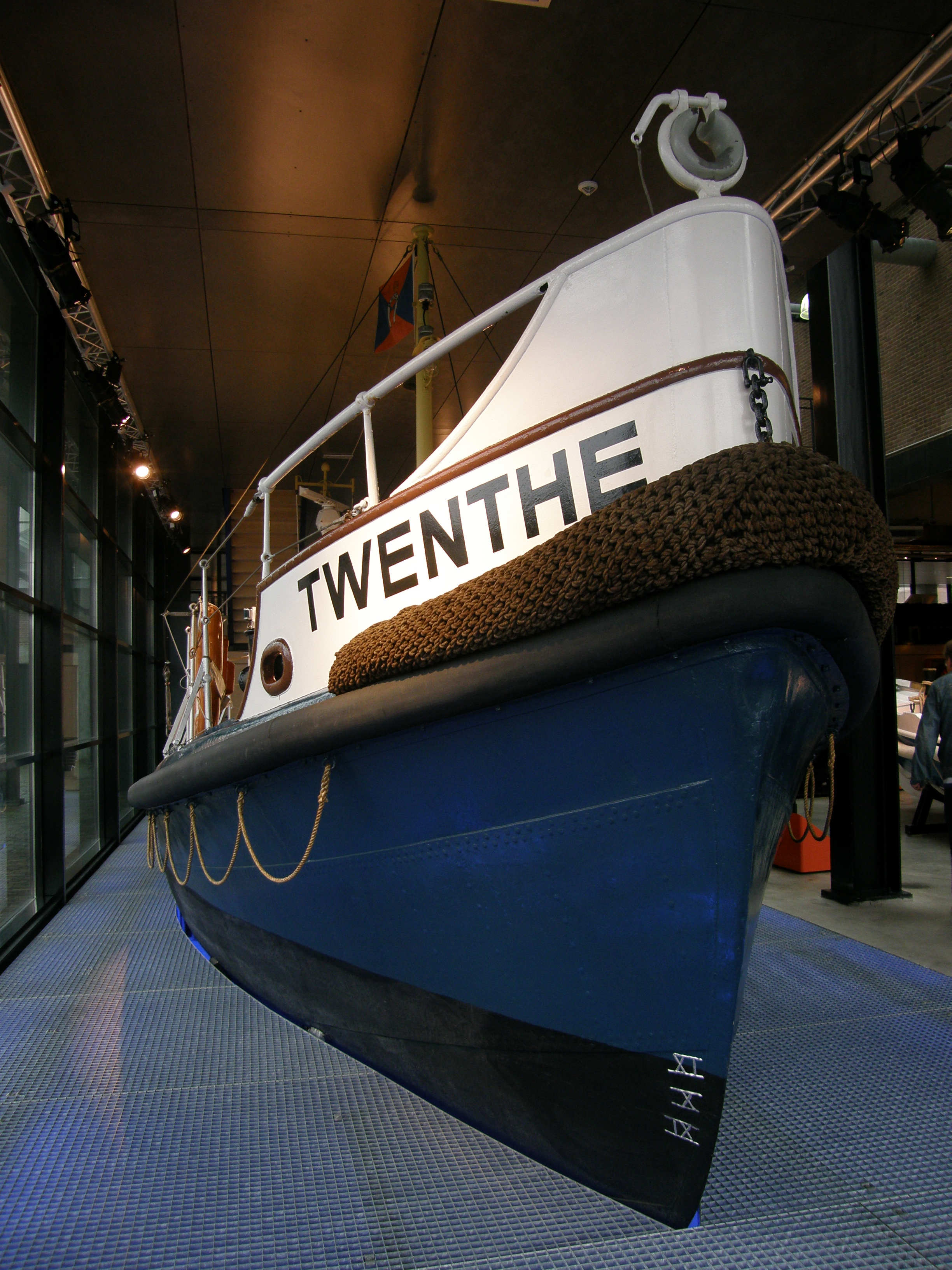
Rettungsboot Twenthe

Das Museum informiert auf insgesamt drei Etagen über die Geschichte der niederländischen Seenotrettung, insbesondere der niederländischen Gesellschaft zur Rettung Schiffbrüchiger, der Koninklijke Nederlandse Redding Maatschappij.
Verschiedene historische Reanimationsgeräte, Kutschen, Raupenfahrzeuge und Motor-Rettungsboote im Original und als Modell werden ausgestellt. Das Motor-Rettungsschiff „Twenthe“ kann betreten werden. Der Windtunnel (bis Windstärke 10) sowie insbesondere der Nebeltunnel vermitteln realistische Eindrücke der Seenotrettung. Filme und interaktive Medien zeigen anschaulich durchgeführte Aktionen der Seenotretter. An Computern und anderen Medien werden Daten und Fakten von Seenotsituationen aufgezeigt und spielerisch das Wissen vermittelt, um diesen vorzubeugen.
Ergänzt wird die Ausstellung durch Zubehör und Zusatzinformationen wie z. B. Hosenbojen, Hubschrauber-Rettungsgerät, Anzüge, Orden, persönliche Geschichten aus niederländischen Küstenstädten und einzelne Rettungsgegebenheiten aus den letzten 100 Jahren. Funkgeräte und Navigationsgeräte verschiedener Bauart sind ausgestellt und werden erklärt, ein Morsegerät kann ausprobiert werden.
Die fünf im Museumshafen Willemsoord liegenden Motor-Rettungsboote „Insulinde“ (erbaut 1927), „Johan de Witt“ (1941), „Prins Hendrik“ (1951), „Javazee“ (1967) und „Tjeck Hiddes“ (1975) können zeitweilig besichtigt werden und werden teilweise für Hafenrundfahrten benutzt.
Die meisten Informationen sind neben Niederländisch auch in Englisch beschrieben, dazu gibt es Audioführer auf Niederländisch, Englisch und Deutsch.